# Ramūnas Butautas
Ramūnas Butautas (Kaunas, 22 maggio 1964) è un allenatore di pallacanestro ed ex cestista lituano.
È il figlio di Stepas Butautas.

## Carriera
Ha guidato la Lituania ai Giochi olimpici di Pechino 2008 e a due edizioni dei Campionati europei (2007, 2009).

## Palmarès
- Campionato lettone: 4

ASK Rīga: 2006-07
VEF Riga: 2010-11, 2011-12, 2012-13